# Contea di Franklin (Illinois)
La contea di Franklin (in inglese Franklin County) è una contea dello Stato dell'Illinois, negli Stati Uniti. La popolazione al censimento del 2000 era di 39 018 abitanti. Il capoluogo di contea è Benton. Il nome le è stato dato in onore a Benjamin Franklin, famoso giornalista, diplomatico e inventore statunitense.

## Geografia fisica
La contea si trova nella parte meridionale dell'Illinois. L'U.S. Census Bureau certifica che l'estensione della contea è di 1117 km², di cui 1067 km² composti da terra e i rimanenti 50 km² composti di acqua.

### Contee confinanti
- Contea di Jefferson (Illinois) - nord
- Contea di Hamilton (Illinois) - est
- Contea di Saline (Illinois) - sud-est
- Contea di Williamson (Illinois) - sud
- Contea di Jackson (Illinois) - sud-ovest
- Contea di Perry (Illinois) - ovest

## Storia
La Contea di Franklin venne costituita nel 1818.

## Città e paesi
- Benton
- Buckner
- Christopher
- Ewing
- Freeman Spur
- Hanaford
- Macedonia
- North City
- Orient
- Royalton
- Sesser
- Thompsonville
- Valier
- West City
- West Frankfort
- Zeigler